# Håkon II de Norvège
Håkon II Sigurdsson Herdebrei  (c'est-à-dire Large d'Epaules) (vers 1147- † 7 juillet 1162) roi de Norvège de 1157 à 1162

## Origine
Håkon  Herdebrei est un fils illégitime de Sigurd II de Norvège. Sa mère est Thora une servante du bonde Simon Torbergson.

## Règne
Après la mort de son oncle Eystein Magnusson Håkon est proclamé roi d'un « tiers de la Norvège » en 1157 dans le Trøndelag par des nobles partisans de ce dernier contre l'autre demi-frère de son père Inge Ier. Son parti dirigé par Sigurd Hallvardsson På Røyr est d'abord vaincu par Gregorius Dagsson à Konungahella (Kungahälla (sv)) en 1159. Håkon est ensuite vainqueur le 6 janvier 1161 à Bevja près d'Uddevalla en Bohuslän, dans un combat où tombe Gregorius Dagsson. Un mois plus tard en février alors que le roi Inge Ier célèbre le mariage de son demi-frère Orm Kongbroder avec Ragna Nikolasdatter, la veuve d'Eystein Magnusson, Håkon marche contre lui. Le roi Inge Ier est tué  dans une bataille sur la glace près d'Oslo le 4 février 1161.
Håkon reste seul roi et il est reconnu comme tel par le Thing du Trøndelag le 16 avril 1161 et Sigurd Hallvardsson På Røyr est proclamé Jarl. Les anciens partisans d'Inge Ier rassemblés à Bergen refusent toutefois de le reconnaître comme souverain légitime, et se tournent vers Erling Skakke qui présente la candidature au trône de son fils. Au printemps 1162, Håkon II rassemble  sa flotte et ses forces et se dirige vers le sud, mais il est vaincu et tué près de l'île de Sekken le 7 juillet 1162 par les troupes de Erling Skakke, régent du royaume pour le compte de son fils Magnus Erlingsson le nouveau prétendant. Les partisans d'Håkon survivants se dispersent et le corps du roi est inhumé dans le Romsdal.

## Sources
- (no) Bente Opheim Brathetland, « Håkon 2 Sigurdsson Herdebrei », Norsk biografisk leksikon, consulté le 5 octobre 2013.
- (en) Heimskringla de Snorri Sturluson Sagas of the Norse Kings, Everyman's Library: Livre XVI  « Hakon the Broad-Shouldered » p. 373-391 & Sagas of the Norse Kings, Everyman's Library: Livre XVII  « Magnus Erlingson »  p. 392-422.